# Le Sueur, Minnesota
Le Sueur là một thành phố thuộc quận Le Sueur, tiểu bang Minnesota, Hoa Kỳ. Năm 2010, dân số của thành phố này là 4058 người.

## Dân số
- Dân số năm 2000: 3922 người.
- Dân số năm 2010: 4058 người.